# Carasobarbus
Carasobarbus is een geslacht van straalvinnige vissen uit de familie van karpers (Cyprinidae).

## Soorten
- Carasobarbus apoensis (Banister & Clarke, 1977)
- Carasobarbus canis (Valenciennes, 1842)
- Carasobarbus chantrei (Sauvage, 1882)
- Carasobarbus exulatus (Banister & Clarke, 1977)
- Carasobarbus luteus (Heckel, 1843)